# Klaus Grimmelt
Klaus Grimmelt (* 11. April 1948 in Ratingen) ist ein ehemaliger deutscher Eiskunstläufer, der im Einzellauf startete.
Grimmelt, der für die Düsseldorfer EG startete, wurde 1970 und 1971 deutscher Meister im Eiskunstlauf. Von 1969 bis 1971 nahm er an Weltmeisterschaften und Europameisterschaften teil. Sein bestes Ergebnis bei Weltmeisterschaften war der 17. Platz, den er 1969 und 1970 erreichte und bei Europameisterschaften der 13. Platz, den er 1969 und 1971 erreichte.
Klaus Grimmelt betreibt eine Praxis für Allgemeinmedizin und Sportmedizin und Chirurgie in Düsseldorf. Nach seiner aktiven Laufbahn war er auch viele Jahre aktiver Preisrichter.

## Ergebnisse
| Wettbewerb / Jahr        | 1968 | 1969 | 1970 | 1971 |
| ------------------------ | ---- | ---- | ---- | ---- |
| Weltmeisterschaften      |      | 17.  | 17.  | 19.  |
| Europameisterschaften    |      | 13.  | 14.  | 13.  |
| Deutsche Meisterschaften | 3.   | 2.   | 1.   | 1.   |

| Personendaten    | Personendaten            |
| ---------------- | ------------------------ |
| NAME             | Grimmelt, Klaus          |
| KURZBESCHREIBUNG | deutscher Eiskunstläufer |
| GEBURTSDATUM     | 11. April 1948           |
| GEBURTSORT       | Ratingen                 |